# Талы (Алтайский край)
Талы — посёлок в Шипуновском районе Алтайского края России. Входит в состав Первомайского сельсовета.

## География
Расположен на юго-западе края, в лесистой местности, в 1,5 км по прямой на запад от деревни Новоивановка. Улица одна — Лесная.
Климат
континентальный. Средняя температура января −18,1 °C, июля +19,7 °C. Годовое количество атмосферных осадков — 435 мм.

## История
Основан в 1915 г.
В 1928 году посёлок Таловский состоял из 49 хозяйств. В административном отношении входил в состав Михайловского сельсовета Шипуновского района Рубцовского округа Сибирского края.
Согласно Закону Алтайского края от 05 октября 2007 годаТалы вошло в образованное муниципальное образование «Первомайский сельсовет».

## Население
| 1926 | 1997 | 1998 | 1999 | 2000 | 2001 |
| ---- | ---- | ---- | ---- | ---- | ---- |
| 249  | ↘76  | →76  | ↗82  | ↘74  | ↗84  |
| 2002 | 2003 | 2004 | 2005 | 2006 | 2007 |
| ↘71  | ↘59  | ↘52  | ↘45  | ↘36  | ↘27  |
| 2008 | 2009 | 2010 | 2011 | 2012 | 2013 |
| ↘18  | ↗19  | ↘16  | ↗18  | ↘17  | ↘11  |

Национальный состав
В 1928 году основное население — русские.
Согласно результатам переписи 2002 года, в национальной структуре населения русские составляли 98 %.